# أسامينو تسيجي
أسامينو تسيجي (بالإنجليزية: Asaminew Tsige)‏ ( غير معلوم - 24 يونيو 2019)؛ عسكري إثيوبي. في العام 2019، رأس جهاز الأمن العام في ولاية أمهرة شمالي إثيوبيا. حُكِم عليه بتهمة قيادة محاولة انقلابية عقب الانتخابات العامة الإثيوبية في 15 مايو 2005، وقيل أنّه تعرّض للتعذيب داخل السجن وفقد إحدى عينيه إثر ذلك. في العام 2018، جرى إطلاق سراحه وأُعيدت له رتبته العسكرية السابقة ومعاشه التقاعدي.
في 22 يونيو 2019، اتّهم من قبل الحكومة الإثيوبية بقيادة محاولة انقلاب ثانية في ولاية أمهرة، نتج عنها مقتل رئيس الولاية أمباتشو مكونن، إضافة إلى رئيس الأركان العامة سيري ميكونن، ومسؤوليين آخرين. أُعلن بعدها بيوم فشل الانقلاب، وبعد ملاحقات، جرى قتله في 24 يونيو على يد الشرطة العسكرية الإثيوبية.